# VIC-rapport
VIC-rapport var en datortidning som gavs ut av förlaget Handic press i Stockholm mellan 1982 och 1985. Tidningen handlade om hemdatorerna VIC-20 och Commodore 64 (som i Sverige inledningsvis hette VIC 64).
VIC-rapport hette från början VIC-news och gavs då ut av förlaget VIC-klubben. Tidningen VIC-news bytte namn till VIC-nytt. Tidningen VIC-nytt bytte därefter namn till VIC-rapport. Tidningen VIC-rapport fortsattes av Commodore rapport.

## Utgåvor
| Utgivning                               | Titel       | Förlag       |
| --------------------------------------- | ----------- | ------------ |
| Årg. 1 (1982):nr 1 - årg. 2 (1983):nr 1 | VIC-news    | VIC-klubben  |
| Årg. 2 (1983):nr 2                      | VIC-nytt    | ?            |
| Årg. 2 (1983):nr 3 - årg. 4 (1985):nr 2 | VIC-rapport | Handic press |